# Pestszentlőrinc (nádraží)
Pestszentlőrinc je železniční stanice v Budapešti. Stanice byla otevřena v roce 1872.

## Provozní informace
Stanice má ostravní nástupiště mezi dvěma staničními kolejemi. Je v ní možnost zakoupení jízdenky pomocí automatu. Trať procházející stanicí je elektriuovaná (střídavý proud 25 kV, 50 Hz). Provozuje ji společnost MÁV.

## Doprava
Zastavují zde pouze osobní vlaky do Kecskemétu, Szolnoku a Budapešti.

## Tratě
Stanicí prochází tato trať:
- Železniční trať Budapešť – Cegléd – Szolnok (MÁV 100a)